# Aloe ciliaris
Aloe ciliaris, Aloiampelos ciliaris (укр. Алое війчасте, алое ціліаріс, Haw.) — сукулентна рослина роду алое.

## Етимологія
Видова назва дана через бахрому з війок на листових основах, що охоплюють стебло, від лат. ciliaris — вії.

## Морфологічні ознаки

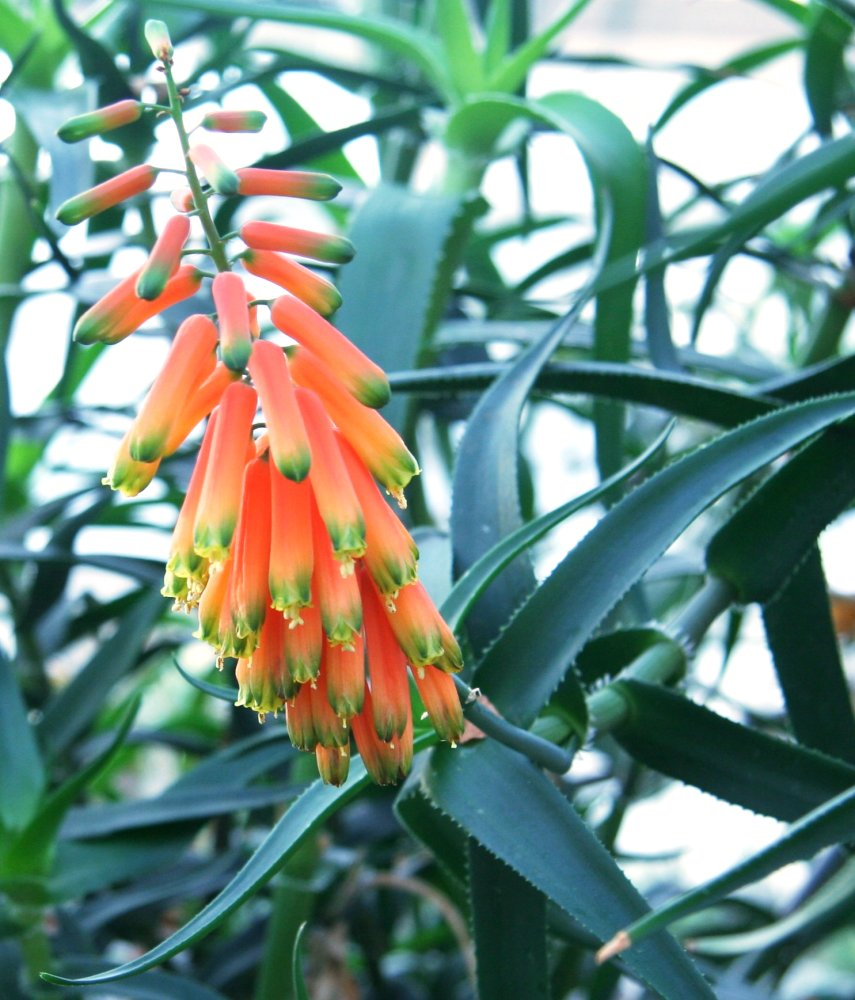
Квіти Aloe ciliaris

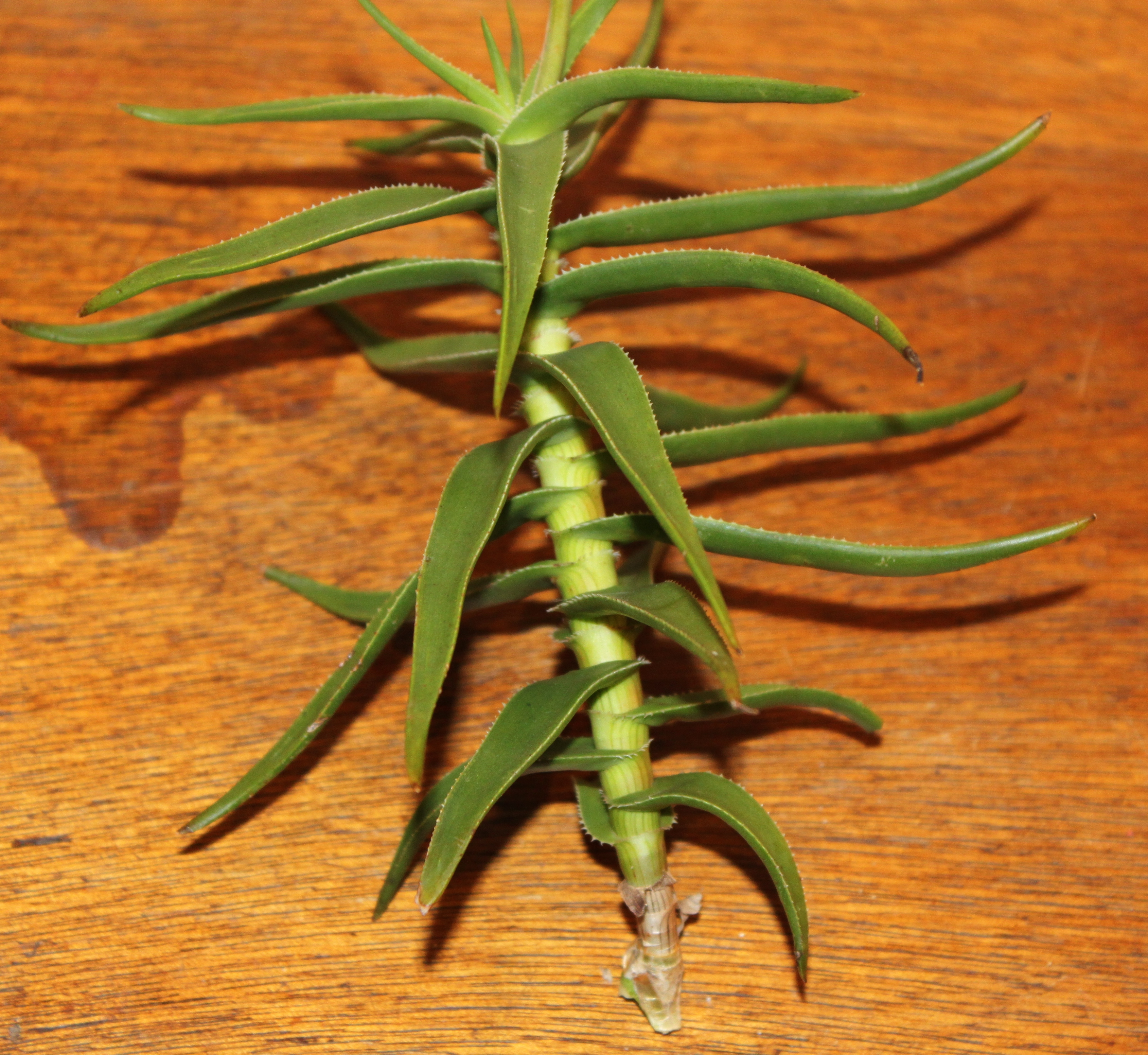
Aloe ciliaris var. tidmarshii

Низькоросла рослина з надзвичайно плоскими листям і довгим стеблом. Його тонкі, циліндричні, слабо здерев'янілиі стебла завтовшки близько 1 см можуть сягати понад 5 м завдовжки. Листя досить гнучкі, сплощені (не м'ясисті), чергові, лінійно-ланцетної форми, подовжено загострені, 8-15 см завдовжки і 2-3 см завширшки, зелені в смужках, по краях рясно зубчасті, нижні великі. В основі листова пластинка помітно охоплює стебло і дійсно покрита довгими війчастими волосками.
Цвіте рясно в січні-березні. Численні (до 80) оранжево-червоні, пониклі, трубчасті, на коротких ніжках, квітки завдовжки до 35 мм зібрані в колосоподібні суцвіття на квітконосах до 30 см, зростаючих з листових пазух сильно розгалужених в горизонтальному напрямку стебел.

## Місця зростання
Зустрічається у підніжжя гір в Східній Капській провінції (Південно-Африканська Республіка).

## Використання
Цю рослину часто можна побачити вирощуваною у вигляді ампельної рослини або зростаючою у відкритому ґрунті, яка підіймається по огорожах будинків, стінах або кущах.